# Patrick Sercu
Patrick Sercu, född 27 juni 1944 i Roeselare i West-Vlaanderen i Belgien, död 19 april 2019 i Roeselare, var en belgisk tävlingscyklist, med sina främsta meriter på bana, men han hade även stora framgångar på landsväg.
På bana blev Sercu världsmästare i sprint för amatörer 1963 och året därpå guldmedaljör i kilometerlopp vid Olympiska spelen i Tokyo, varefter han blev professionell den 3 januari 1965. Han vann sedan världsmästerskapen i sprint för professionella två gånger (1967 och 1969), samt blev europamästare i madison sex gånger, i omnium elva gånger och i derny en. Därtill vann han 88 sexdagarslopp (15 av dem med Eddy Merckx och 14 med Peter Post), vilket gör homom till den främste sexdagarscyklisten genom tiderna (Danny Clark ligger tvåa på 74 segrar).
På landsväg vann Sercu 13 etapper i Giro d'Italia samt sex etapper och poängtröjan en gång (1974) i Tour de France. Han vann även etapper i lopp som Tirreno–Adriatico (fyra stycken), Critérium du Dauphiné Libéré (fyra), Tour de Romandie (tre), Paris–Nice (två) och Giro di Sardegna (tio), samt vann dessutom det sistnämnda totalt 1970. Hans främsta meriter i endagslopp torde vara segerarna i Kuurne–Bryssel–Kuurne (1977) och Kampioenschap van Vlaanderen (1972), men han placerade sig också i top-10 i tre av den fem monumenten.
Sercus karriär som cyklist upphörde 1983 och efter denna fortsatte han som arrangör och organisatör av sexdagars- och omniumlopp över hela världen och han blev sedermera direktör för Gents sexdagars och även för det kortlivade (2006–2009) sexdagarsloppet i Hasselt.
Patrick Sercu var son till Albert Sercu som var professionell cyklist från 1940 till 1952 och som vann Omloop Het Volk 1947 och blev silvermedaljör i linjelopp vid Världsmästerskapen i landsvägscykling samma år.

## Meriter

### Landsväg
1968
2:a i Ronde van Limburg
1969
Vinnare av Omloop Leiedal
Vinnare av etapp 5a i Tirreno–Adriatico
5:a i Omloop Het Volk
7:a i Flèche Brabançonne
8:a i Paris–Roubaix
9:a i Gent–Wevelgem
1970
Vinnare av etapp 5 i Giro d'Italia
2:a i Coppa Sabatini
2:a i Milano–Vignola
2:a i Nokere Koerse
3:a i Giro della Provincia di Reggio Calabria
6:a totalt i Tirreno–Adriatico
Vinnare av etapp 5
Vinnare  totalt av Giro di Sardegna
Vinnare av etapp 4
5:a i Gent–Wevelgem
7:a i Flandern runt
1971
Vinnare av etapperna 13 och 14 i Giro d'Italia
Vinnare av etapp 2 i Giro di Sardegna
2:a i Coppa Bernocchi
Tour de Romandie
Vinnare av  poängtävlingen
Vinnare av etapp 1a
Vinnare av GP Roeselare
2:a i Milano–Vignola
2:a i Giro di Campania
3:a i Sassari–Cagliari
10:a i Trofeo Matteotti
1972
Vinnare av Omloop van het Houtland
Vinnare av Kampioenschap van Vlaanderen
2:a i Coppa Bernocchi
2:a i Paris–Camembert
Vinnare av etapp 3 i Tirreno–Adriatico
3:a i totalt i Giro di Sardegna
Vinnare av etapp 5
3:a i Sassari–Cagliari
1973
Vinnare av etapp 9 i Giro d'Italia
Vinnare av etapp 2 i Giro di Puglia
Vinnare av Elfstedenronde
Vinnare av Sassari–Cagliari
2:a i Milano–Vignola
5:a i Milano–Sanremo
6:a i E3 Harelbeke
9:a i Flandern runt
1974
Tour de France
Vinnare av  poängtävlingen
Vinnare av etapperna 3, 4 och 10
Vinnare av etapperna 1, 10, 12 (ITT), 7 och 15 (ITT) i Giro d'Italia
Vinnare av Halle–Ingooigem
Vinnare av De Kustpijl
Vinnare av Dwars door West-Vlaanderen
2:a i Giro di Sicilia
2:a i Omloop Het Volk
5:a totalt i Giro di Sardegna
Vinnare av etapperna 2, 3 och 5
5:a i Critérium des As
8:a i Flandern runt
1975
Vinnare av etapperna 2, 13 och 18 i Giro d'Italia
Vinnare av etapperna 2 och 5 i Tour de Romandie
Vinnare av etapp 4 i Tirreno–Adriatico
Vinnare av etapp 3 i Giro di Sardegna
Vinnare av Circuit du Port de Dunkerque
2:a i Omloop Het Volk
2:a i Milano–Vignola
4:a i Brabantse Pijl
5:a i Bryssel–Ingooigem
6:a i Kampioenschap van Vlaanderen
1976
Vinnare av etapperna 1, 2 och 11 i Giro d'Italia
Vinnare av etapp 4 i Giro di Puglia
Vinnare av etapp 5 i Giro di Sardegna
3:a i Omloop Het Volk
7:a i Milano–Sanremo
9:a i Omloop der Beide Vlaanderen
1977
Vinnare av etapperna 8, 9 (TTT), 14 och 15 i Tour de France
Critérium du Dauphiné Libéré
Vinnare av  poängtävlingen
Vinnare av etapperna 3, 4, 5 och 8
Vinnare av etapperna 8 och 10 i Paris–Nice
Vinnare av Kuurne–Bryssel–Kuurne
3:a totalt i Giro di Sardegna
Vinnare av etapperna 2 and 3
La Méditerranéenne
Vinnare av  poängtävlingen
Vinnare av etapperna 4 och 5
2:a i E3 Harelbeke
7:a i Omloop Het Volk
8:a i Milano–Sanremo
1978
Vinnare av etapp 1b i Tour of Belgium
1979
Vinnare av GP Union Dortmund
Vinnare av etapp 5b i Deutschland Tour
1980
Vinnare av Omloop van het Zuidwesten

### Bana

#### Världsrekord[5]
- 500 m flygande start (amatörer) 29,66. Köpenhamn 28 juli 1964 (slaget dagen efter av Viktor Logunov)
- 1 km stående start (amatörer) 1.06,76. Bryssel 12 december 1964 (slaget 1980 av Aleksandr Panfilov)
- 1 km stående start (professionella) 1.07,35. Zürich 2 december 1972 (slaget 1980 av Urs Freuler)

#### Sexdagarslopp

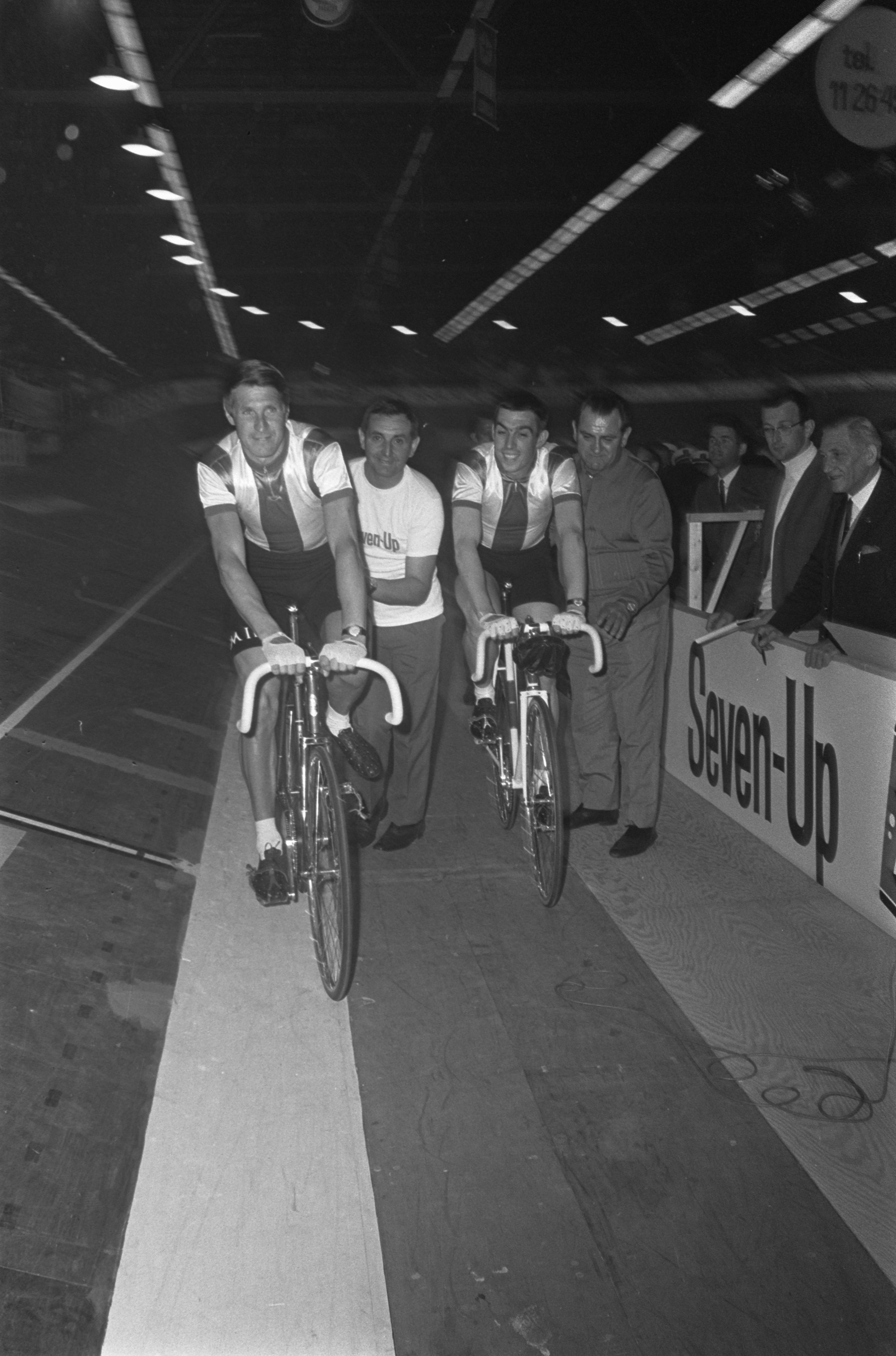
De blivande vinnarna av Rotterdams sexdagars 1968; Peter Post (till vänster) och Patrick Sercu.

I tabellen nedan listas Patrick Sercus segrar och partners (med initialer):
| \ Säsong |

| Plats \ |

| \ Säsong |

| Partner \ |

Noter:
Lopp: Asterisk efter ortnamnet markerar att tävlingen hölls före nyår (Kölns sexdagars gick över nyårshelgen). Antwerpen kördes med tremannalag under 1968/1969.
Partners: Raden "Övriga" innehåller de partners som bara bidrog till en seger, dessa är:

 Emile Severeyns (66/67)
 Ferdinand Bracke (67/68)
 Rik Van Looy (68/69)
 Norbert Seeuws (69/70)
 Jean-Pierre Monseré (70/71)
 Tony Gowland (72/73)
 Günter Haritz (75/76)
 Ole Ritter (76/77)
 Gerrie Knetemann (78/79)
 Giuseppe Saronni (79/80)
 Urs Freuler (81/82)
 Maurizio Bidinost (82/83)